# Moral und Sinnlichkeit
Moral und Sinnlichkeit (“Keimendes Leben III”) lautete der Titel eines Stummfilms, den Georg Jacoby 1919 für die Projektions-AG »Union« (PAGU) (Berlin) des Produzenten Paul Davidson realisierte. Das Drehbuch schrieb er zusammen mit Dr. Paul Meissner. Mit Darstellern wie Erika Glässner, Hanna Ralph, Käthe Dorsch und Harry Liedtke war der Film besetzt. Er muss heute „aller Wahrscheinlichkeit nach“ als verschollen gelten.

## Handlung
„Der Bildstreifen schildert die Geschichte eines Mädchens, die Mutter werdend, einen Arzt um Befreiung von der Mutterschaft bittet. Der Arzt lehnt ab. “Wenn mir der berufenste Helfer, der Arzt, nicht helfen kann, dann muss ich, wie so viele andere, mir die Hilfe anderswo suchen” (Akt III Titel 15, 16). Der Arzt erzählt, um sie von diesem Weg zu bewahren, ein Erlebnis:
Ein in Berliner Halbweltsumgebung geratenes unerfahrenes Mädchen wird verführt, im Stich gelassen und wendet sich an eine “geschickte Frau”. Der von der Reise zurückkommende Liebhaber kommt zu spät, um an dem Krankenlager des Mädchens zu erklären, dass er sich ein Kind ersehnt habe, und erschießt sich aus Eckel.
Ein halbes Jahr später stellt sich als Folge des unsachgemäßen Eingriffs ein unheilbares Leiden heraus. In einem Kuraufenthalt trifft das Mädchen einen Mann, der sie liebt und sie, ohne Rücksicht auf ihre Vergangenheit, heiraten will. Vor der Hochzeitsnacht erfährt sie, dass sie infolge des Eingriffs nicht mehr Mutter werden kann. Die Bemerkung des ahnungslosen Bräutigams, dass er nur die Frau verdamme, die aus Leichtsinn oder Bequemlichkeit ihr von der Natur geschenktes Glück vernichte, veranlasst sie zum Selbstmord.
Mit dieser Erzählung und einer nochmaligen Warnung entlässt der Arzt die Ratsuchende. (Inhaltsangabe aus der Niederschrift der Film-Oberprüfstelle No. 139 vom 15. April 1925)

## Hintergrund
Der Film war die Produktion No. 498 der Projektions-AG »Union« PAGU Berlin. Der Kameramann ist nicht überliefert, der Architekt war Kurt Richter.
"Moral und Sinnlichkeit" lag im März 1919 der Zensurbehörde vor. Während ihn die Polizei Berlin mit der Auflage eines Jugendverbotes unter der Nr. 42999 freigab, woraufhin er in Berlin am 6. Juni 1919 erstaufgeführt wurde, verbot die Polizei München unter den Nrr. 32735, 32736, 32737, 32738 u. 32739 die Aufführung ganz. Auch die Reichsfilmzensur schloss sich später unter den Nrr. B.10800/19 und B.10809/19 dem vollständigen Verbot an.
“Moral und Sinnlichkeit” wurde inoffiziell auch als 3. Teil des zweiteiligen Films “Keimendes Leben” gehandelt. Er musste mehrmals umgearbeitet werden, um durch die Zensur zu kommen, die schließlich über den ursprünglichen Gedanken, die Kritik am § 218, obsiegte.
Als „Muss die Frau Mutter werden? (§ 218)“ wurde er 1924 erneut vorgelegt und kam schließlich nach weiterer Umarbeitung 1925 mit dem mahnenden neuen Titel „Frauen, hütet Euere Mutterschaft!“ in den Verleih.

## Rezeption
Der Film wird erwähnt in:
- Der Film No. 22, 1919
- Deutsche Lichtspielzeitung No. 28, 1919
- Filmtechnik No. 3, 1919
- Kinematograph No. 647, 1919
- Luckenwalder Zeitung, 12.06.1919

und ist registriert bei
- Lamprecht Vol. 19 No. 402
- Birett, Verzeichnis in Deutschland gelaufener Filme, (München) No. 277, 1919, (München) No. 279, 1919, (München) No. 455, 1919 und (München) No. 563, 1919

Am 6. Juni 1919 kam der Aufklärungsfilm „Moral und Sinnlichkeit“ in die Berliner und Friedenauer Kinos. In den Juli-Ausgaben des Friedenauer Lokalanzeigers war er das beherrschende Thema.
Zuschrift vom 7.7. 1919 von Dr. med. Sch.:
„Diesen Film sah ich mir am Sonnabend im Rheinschloß an. Er schildert mit plastischer Deutlichkeit die sexuellen Vorgänge und ihre Wirkungen, zuweilen bis an die äußerste Grenze des Möglichen. Natürlich tritt darin der Hauptdarsteller, der bekannte „Sexualpathologe“ und ausgekochte Wüstling, Dr. Weise, in seinem nur aus Päderasten und Urningen (siehe Krafft–Ebing, Psychopathia sexualis) bestehenden „Klub der Freunde“ für die Abschaffung des sattsam bekannten  §175 Str. G. B. ein. Als Arzt bin ich wirklich nicht prüde, allein ich muss bekennen, alles in allem ein starker Tabak, so stark, dass ein Herr während der Vorstellung laut in den Saal hineinrief: „Es ist ein Skandal, dass sich das Publikum solche Schweinereien gefallen lässt“...“
Zuschrift vom 12.7. 1919 von L.Z.
„Ist es nicht tief bedauerlich, dass gerade die so genannten Aufklärungsfilme soviel Zuspruch haben [...] Es ist die Höhe und ein Skandal, die Scham- und Zornesröte steigt einem ins Gesicht, wenn man vor solcher Lein-wand sitzt. Ich sage: Weg mit den Aufklärungsfilmen!“
Zuschrift am 16.7.1919 vom Vorstand des Bürgerrats von Friedenau:
„Der Bürgerrat bleibt bei der Absicht, die gesamte anständig empfindende Bürgerschaft Friedenaus zur Selbsthilfe aufzufordern, und er wird alle anständigen Menschen ersuchen, jedes Kino, das nach dem 18. Juli noch „Aufklärungsfilme“ und sonstige auf sexuelle Instinkte spekulierende Schundvorstellungen aufs Programm zu setzen wagt, fortan zu meiden!“
Am 6. Juni 1919 lief „Moral und Sinnlichkeit“ auch in Dresden in den Prinzeß-Lichtspielen (auch Prinzess-Theater) in der Prager Straße 52 am Hauptbahnhof.
Die U.T. (Union Theater) Lichtspiele in Magdeburg, Große Storchstraße 7, annoncierten in der Volksstimme Nr. 236 vom 9.Oktober 1919 auf Seite 9 für die Spielzeit von “Dienstag bis Donnerstag : Moral und Sinnlichkeit. Lebensbild aus Berlin W in 5 Akten. Hauptdarstellerin: Erika Gläßner”.
Dazu gab es “Das Geheimnis von Santa Robina, großes phantastisches (indisches) Drama in 4 Akten.” Begleitet wurde die Vorstellung von einer “1 a Künstler-Kapelle”.